# Bruder Yun

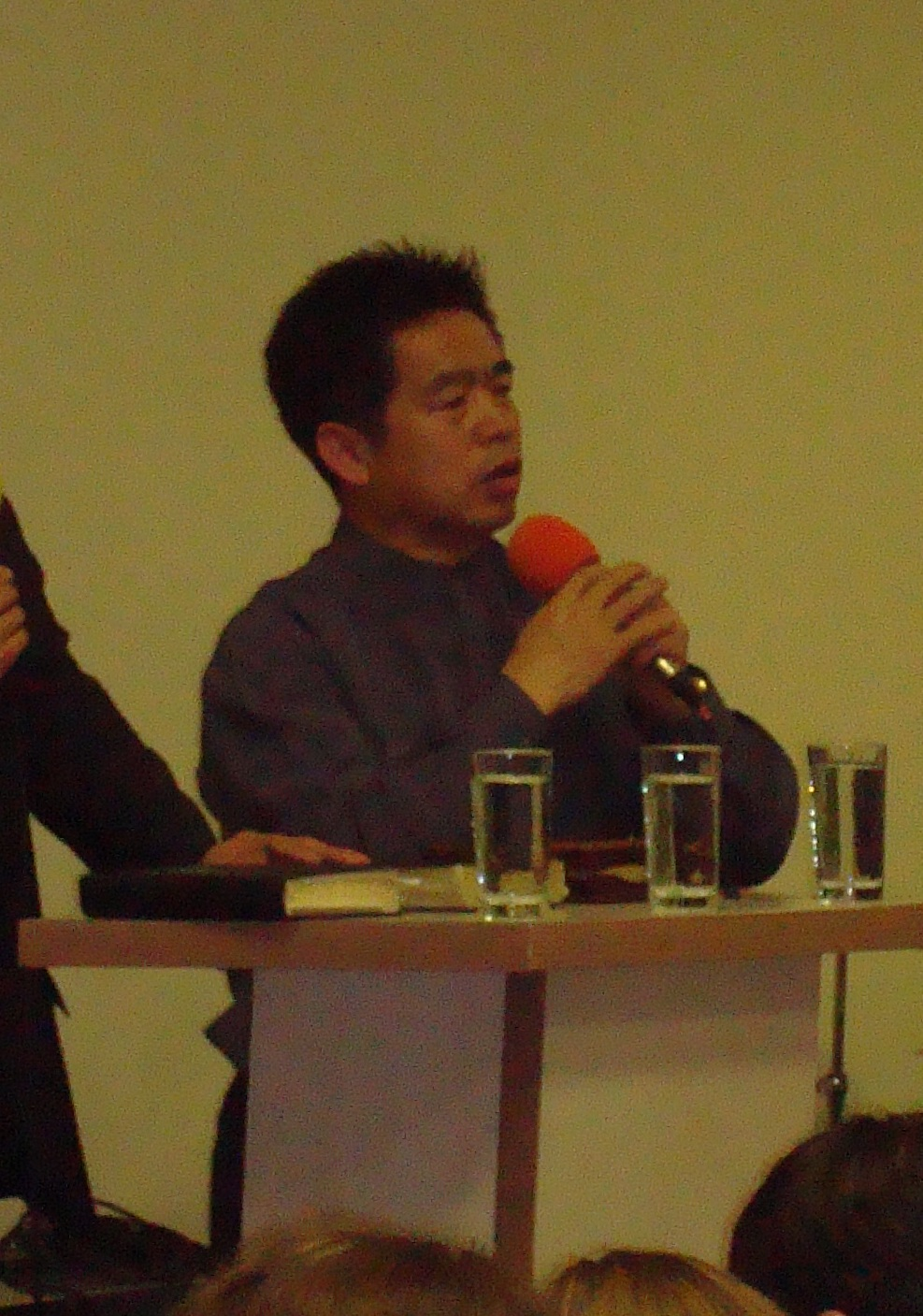
Bruder Yun (2010)

Liu Zhenying (chinesisch 刘振营, Pinyin Liú Zhènyíng), bekannt als Bruder Yun (chinesisch 云弟兄, Pinyin Yún Dìxiōng) oder Heavenly Man (* 1. Januar 1958 in Liu Lao Zhuang, Bezirk Nanyang, Provinz Henan, China) ist ein christlicher Prediger und Missionar, der chinesische Hauskirchen leitete und der Bewegung Zurück nach Jerusalem angehört. In China wurde er als Christ, der nicht zur staatlich kontrollierten Drei-Selbst-Bewegung übertrat, staatlich verfolgt, schwer misshandelt und verbrachte etliche Jahre in Gefängnissen und Arbeitslagern. 2001 floh er aus China, war anschließend einige Monate in Myanmar inhaftiert und lebt seither mit seiner Familie im Asyl in Deutschland. Nun hält er Vorträge und Predigten in zahlreichen Ländern weltweit und ist für das Aktionskomitee für verfolgte Christen (AVC) tätig. Er berichtet von zahlreichen Wundern und Heilungen.

## Leben
Bruder Yun wurde 1958 in dem kleinen Bauerndorf Liu Lao Zhuang im chinesischen Bezirk Nanyang als viertes von fünf Kindern in ärmlichen Verhältnissen geboren. Im Alter von sechzehn Jahren wandte er sich dem christlichen Glauben zu. Einige Jahre später heiratete er Deling, mit der er zwei Kinder hat.
Bruder Yun leitete christliche Hauskirchenversammlungen in verschiedenen Teilen Chinas, die zu den unabhängigen Kirchen in China gehören. Da er sich damit der staatlichen Religionspolitik widersetzte, wurde er als „illegaler Prediger“ und „Konterrevolutionär“ von den Behörden verfolgt, jahrelang gefangen gehalten und mehrmals gefoltert.
Dabei berichtet er von Krankenheilungen, verschiedenen Wundern und zahlreichen Bekehrungen zum Christentum. So gibt er an, im Jahr 1984 in einem Gefängnis 74 Tage lang ohne Wasser oder Nahrung gefastet zu haben. 1997 floh er aus dem Hochsicherheitsgefängnis Hangzhou. Die chinesische Verwaltung kam bei einer Untersuchung zu dem Ergebnis, dass er dabei keine menschliche Hilfe hatte.
2001 floh er aus China, war anschließend sieben Monate in Myanmar inhaftiert und lebt seither mit seiner Frau und den beiden Kindern, Isaac Liu und Yilin, im Asyl in Deutschland. Er tritt weiterhin als Prediger und Missionar auf.

## Schriften
- Heavenly Man. Die atemberaubende Geschichte von Bruder Yun. Erzählt von Paul Hattaway. 12. Aufl. 2021. Brunnen Verlag, 2004, ISBN 3-7655-3788-8 (englisch: The Heavenly Man. Piquant, Carlisle/Großbritannien 2003. Übersetzt von Ulrike Zellmer).
- Bruder Yun: Christus hat uns doch befreit! Heavenly Man – seine herausfordernde Botschaft. Hrsg. von Paul Hattaway. Brunnen Verlag, 2009, ISBN 978-3-7655-4070-7 (englisch: Living Water. Übersetzt von Brigitte Hahn).
- Albrecht Kaul: Sohn des Untergrunds. Das Leben von Isaac Liu – dem Sohn des Heavenly Man. Brunnen Verlag, 2012, ISBN 978-3-7655-4112-4.